# David Rubadiri
James David Rubadiri (Liuli, Tanzania; 19 de julio de 1930-15 de septiembre de 2018) es un diplomático, académico, poeta, dramaturgo y novelista malauí. Rubadiri es considerado como uno de los antologistas y poetas más célebres de África, que emergieron después de la independencia de su país.

## Educación y carrera
Rubadiri asistió al King's College, en Budo, Uganda de 1941 a 1950 y luego a la Universidad Makerere en Kampala (1952-1956), donde se graduó con un título de bachillerato en Historia y Literatura inglesa. Posteriormente estudiará Literatura en el King's College, Cambridge. Luego pasó a recibir un Diploma en Educación de la Universidad de Brístol.
Tras la independencia de Malaui en 1964, Rubadiri fue nombrado el primer embajador de Malaui en los Estados Unidos y a las Naciones Unidas. Cuándo presentó sus credenciales al presidente Lyndon B. Johnson en la Casa Blanca el 18 de agosto de 1964, expresó la esperanza de que su país nuevamente independiente conseguiría más apoyo del gobierno norteamericano; dijo que Malaui necesitaba ayuda para construir sus instituciones democráticas y destacó que Malaui ya recibía ayuda económica y técnica de EE. UU. Ese mismo año, Rubadiri apareció en la serie del canal National Educational Television (Ciudad de Nueva York), African Writers of Today.
Rubadiri dejó el gobierno malawiano en 1965 cuándo rompió relaciones con el entonces presidente Hastings Banda. Partió al exilio,  enseñó en la Universidad de Makerere (1968-75), pero partió nuevamente al exilio tras el inicio del régimen de Idi Amin. Rubadiri posteriormente enseñó en la Universidad de Nairobi, Kenia (1976-84), y por un breve periodo, junto con Okot p'Bitek, en la Universidad de Ibadán en Nigeria, tras la invitación de Wole Soyinka. Entre 1975 y 1980 fue miembro del Comité Ejecutivo del Teatro Nacional de Kenia. De 1984 a 1997 enseñó en la Universidad de Botsuana (1984-97), donde era decano del Departamento Educacional de Ciencias Sociales y Lenguaje. 
En 1997, tras la muerte de Banda, Rubadiri fue renombrado embajador de Malaui a las Naciones Unidas y fue nombrado vicerrector de la Universidad de Malaui en 2000. Recibió un doctorado honorífico de la Universidad de Strathclyde en 2005.

## Obras
La poesía de Rubadiri ha sido elogiada como una las "más ricas de África contemporánea". Su obra fue publicada en la antología de 1963, Poesía Moderna de África (Editorial África Oriental, 1996), y apareció en las publicaciones internacionales que incluyen Transition, Black Orpheus y Présence Africaine.
Su única novela, Ningún Precio de Novia, fue publicado en 1967. Criticaba el régimen de Banda y su libro, junto con Se Asoma la Sombra de Legson Kayira, son considerados como las obras de ficción más contemporáneas realizadas en Malaui.

## Fallecimiento
David Rubadiri falleció el 15 de septiembre de 2018, a la edad de 88 años. La noticia fue confirmada por familiares del novelista malauí.

## Selección de obras
- Creciendo con la Poesía: Una Antología para Escuelas Secundarias, 1989
- Poemas de África Oriental (ed., con David Cook), 1971
- Ningún Precio de Novia (novela), 1967
- Ven a Tomar Té (obra de teatro), 1965